# Julius Johansen
Julius Graungaard Johansen (Blovstrød, 13 september 1999) is een Deens baan- en wegwielrenner die sinds 2025 rijdt bij UAE Team Emirates-XRG.

## Carrière
In 2016 won Johansen de eerste etappe en de daaropvolgende ploegentijdrit in Aubel-Thimister-La Gleize. Later dat jaar won hij ook de individuele achtervolging tijdens de nationale kampioenschappen op de baan voor junioren. Op het wereldkampioenschap op de weg werd hij vierde in de tijdrit en achttiende in de wegwedstrijd.
In 2017 won Johansen, samen met zijn teamgenoten, de ploegenachtervolging op de nationale kampioenschappen baanwielrennen voor eliterenners. Later dat jaar won hij ook de ploegenachtervolging tijdens de wereldbekermanche in Cali. Na zijn etappe- en eindwinst in de Trofeo Karlsberg werd Johansen nationaal kampioen in zowel de tijdrit als de wegwedstrijd voor junioren. Op het Europees kampioenschap, dat in eigen land werd gehouden, werd Johansen tweede in de tijdrit, achter de Noor Andreas Leknessund. In september werd hij wereldkampioen op de weg, nadat hij vier dagen eerder al zesde was geworden in de tijdrit. Nadat hij tweede was geworden in het omnium tijdens de Europese kampioenschappen op de baan en meerdere medailles had gewonnen tijdens de nationale kampioenschappen, werd Johansen in december nationaal kampioen ploegkoers, samen met Mathias Krigbaum.

## Baanwielrennen

### Palmares
| Jaar     | DK                                                                          | EK                   | WK                                       | Overig |
| Junioren | Junioren                                                                    | Junioren             | Junioren                                 | Junioren |
| -------- | --------------------------------------------------------------------------- | -------------------- | ---------------------------------------- | --- |
| 2016     | Achtervolging, 1 km                                                         |                      | Ploegenachtervolging, Omnium             | |
| 2017     |                                                                             |                      | Omnium, Ploegkoers, Ploegenachtervolging | |
| Elite    |                                                                             |                      |                                          | |
| 2016     | Ploegenachtervolging                                                        |                      |                                          | |
| 2017     | Ploegkoers, Ploegenachtervolging, 1 km, Achtervolging, Puntenkoers, Scratch | Omnium               |                                          | Noordse kampioenschappen: Ploegkoers WB Cali: Ploegenachtervolging                                                                        |
| 2018     |                                                                             |                      | Ploegenachtervolging                     | WB Saint-Quentin-en-Yvelines: Ploegenachtervolging WB Milton: Ploegenachtervolging, Ploegkoers WB Londen: Ploegkoers Driedaagse van Aigle |
| 2019     |                                                                             | Ploegenachtervolging | Ploegenachtervolging                     | WB Minsk: Ploegenachtervolging WB Glasgow: Ploegenachtervolging                                                                           |
| 2020     | Ploegkoers                                                                  |                      | Ploegenachtervolging                     | |

## Wegwielrennen

### Overwinningen
2016
1e en 2e etappe deel A (ploegentijdrit) Aubel-Thimister-La Gleize
2017
3e etappe deel B Trofeo Karlsberg
Eindklassement Trofeo Karlsberg
 Deens kampioen tijdrijden, Junioren
 Deens kampioen op de weg, Junioren
 Wereldkampioen op de weg, Junioren
2018
 Deens kampioen op de weg, Beloften
Jongerenklassement Ronde van Denemarken
1e etappe Olympia's Tour
Eind- en jongerenklassement Olympia's Tour
2019
Jongerenklassement Ronde van Loir-et-Cher
2020
 Deens kampioen tijdrijden, Beloften
 Deens kampioen op de weg, Beloften

## Resultaten in voornaamste wedstrijden
| Jaar | Ronde van Italië | Ronde van Frankrijk | Ronde van Spanje |
| ---- | ---------------- | ------------------- | ---------------- |
| 2022 |                  |                     | 129e             |
| 2023 |                  |                     | 98e              |

| Jaar | Parijs-Roubaix |
| ---- | -------------- |
| 2022 |                |
| 2023 | 71e            |

## Ploegen
- 2018 –  Team ColoQuick
- 2019 –  Team ColoQuick
- 2020 –  Uno-X Norwegian Development Team
- 2022 –  Intermarché-Wanty-Gobert Matériaux
- 2023 –  Intermarché-Circus-Wanty
- 2024 –  Sabgal/Anicolor (vanaf 1-3)
- 2025 –  UAE Team Emirates

Almindsø · Christiansen · von Folsach · Hardahl · Johansen · Larsen · Lyhne · Madsen · Moberg · Price-Pejtersen · Salby · Vingegaard · Vinjebo · Wallin
Bakelants · Bystrøm · Claeys · De Gendt · Delacroix · Devriendt · Girmay · Goossens · Hermans · Hirt · Huys · Johansen · Kristoff · Meintjes · Page · Pasqualon · Peák · Petilli · Petit · Planckaert ·  Pozzovivo(vanaf 14/2) · Rota · Taaramäe · Thijssen · van der Hoorn · van Kessel · Van Melsen · van Poppel · Vliegen · Zimmermann · De Pooter (stagiair) · Mihkels (stagiair)
Bonifazio · Bystrøm · Calmejane · Costa · De Gendt · De Pooter · Girmay · Goossens · Herregodts · Huys · Johansen · Marit · Meintjes · Mihkels · Page · Paquot · Petilli · Petit · Planckaert · Rex · Rota · Smith · Taaramäe · Teunissen · Thijssen · van der Hoorn · van Poppel · Vliegen · Zimmermann